# Барон Балтимор
Барон Балтимор — угасший аристократический титул, созданный в Англии королём Яковом I.

## История
В 1625 году король Яков I учредил титул барона Балтимор и пожаловал его Джорджу Калверту, одному из своих приближённых. Его преемником стал старший сын Сесил Калверт, который был бароном до 1675 года. 
В 1675 году баронство перешло к Чарльзу Калверту, который также был колониальным губернатором Мэриленда до 1684 года, а через некоторое время вернулся с семьёй на родину, где и умер в возрасте 77 лет. Его сын и наследник Бенедикт был бароном 2 месяца и умер в возрасте 36 лет.
В том же году ему наследовал старший сын Чарльз, который был депутатом парламента и приближённым Фредерика Уэльского. Последним бароном Балтимор был его старший сын Фредерик Калверт, который прославился путешествиями по Европе и любовными похождениями, умер в возрасте 40 лет от лихорадки, не оставив законного наследника. После его смерти титул перешёл в собственность короны.

## Бароны Балтимор (1625—1771)
- Джордж Калверт, 1-й барон Балтимор (1579 — 15 апреля 1632), сын Леонарда Калверта, барон Балтимор (с 1625)
- Сесил Калверт, 2-й барон Балтимор (8 августа 1605 — 30 ноября 1675), старший сын предыдущего, барон Балтимор (с 1632)
- Чарльз Калверт, 3-й барон Балтимор (27 августа 1637 — 21 февраля 1715), сын предыдущего, барон Балтимор (с 1675)
- Бенедикт Калверт, 4-й барон Балтимор (21 марта 1679 — 16 апреля 1715), второй сын предыдущего, барон Балтимор (1715)
- Чарльз Калверт, 5-й барон Балтимор (29 сентября 1699 — 24 апреля 1751), старший сын предыдущего, барон Балтимор (с 1715)
- Фредерик Калверт, 6-й барон Балтимор (6 февраля 1731 — 4 сентября 1771), старший сын предыдущего, барон Балтимор (с 1751)